# Onobrychis degenii
Onobrychis degenii là một loài thực vật có hoa trong họ Đậu. Loài này được Dorfl. miêu tả khoa học đầu tiên.